# Nuevo Partido Popular de Corea
El Nuevo Partido Popular de Corea (coreano:조선신민당; hanja: 朝鮮新民黨) fue un partido comunista de Corea. Fue fundado el 16 de febrero de 1946 por comunistas coreanos que habían sido exiliados en China, más tarde conocida como la facción Yan'an. El Nuevo Partido Popular de Corea tenía posiciones más moderadas en algunos temas en comparación con el Partido Comunista de Corea, por lo que era bastante popular entre una amplia gama de coreanos. El líder del partido era Kim Tu-bong.
El 22 de julio de 1946, la sección norte del Partido Comunista de Corea se unió al Nuevo Partido Popular, el Partido Democrático de Corea (actual Partido Socialdemócrata de Corea) y el Partido Chondoísta Chong-u (partidarios de una secta religiosa influyente) para formar el Frente Nacional Democrático Unido que puso todos los partidos de Corea del Norte bajo el "papel dirigente" de los comunistas.
Luego, el 29 de julio de 1946, los miembros de la sección norte del Nuevo Partido Popular y la Oficina de Corea del Norte del Partido Comunista de Corea celebraron un pleno conjunto de los Comités Centrales de ambos partidos y acordaron fusionarse en una sola entidad. Se llevó a cabo una conferencia de fundación del 28 al 30 de agosto, donde el partido unido adoptó el nombre de Partido de los Trabajadores de Corea del Norte. El nuevo partido tenía una membresía de más de 170.000 militantes con 134.000 provenientes del Partido Comunista y 35.000 del Nuevo Partido Popular.
De manera similar, el 23 de noviembre de 1946, los miembros de la sección sur del Nuevo Partido Popular, la facción restante del sur del Partido Comunista y una fracción del Partido Popular de Corea (los llamados "cuarenta y ocho") se fusionaron para formar el Partido de los Trabajadores de Corea del Sur liderado por Pak Hon-yong. El 30 de junio de 1949, el Partido de los Trabajadores de Corea del Norte y el Partido de los Trabajadores de Corea del Sur se fusionaron para formar el Partido de los Trabajadores de Corea.